# Sous-région de Kemi–Tornio
Sous-région de Kemi-Tornio (finnois : Kemi-Tornion seutukunta) est une sous-région de la Laponie en Finlande. 
Au niveau 1 (LAU 1) des unités administratives locales définies par l'Union européenne elle porte le numéro 192.

## Municipalités
La sous-région de Kemi-Tornio est composé de 5 municipalités:
| Blason             | Municipalité            |
| ------------------ | ----------------------- |
| Blason de Kemi     | Kemi (ville)            |
| Blason de Keminmaa | Keminmaa (Municipalité) |
| Blason de Simo     | Simo (Municipalité)     |
| Blason de Tervola  | Tervola (Municipalité)  |
| Blason de Tornio   | Tornio (ville)          |

## Population
Depuis 1980, l'évolution démographique de la sous-région de Kemi-Tornio est la suivante:
| Année      | 1980   | 1985   | 1990   | 1995   | 2000   | 2005   | 2010   |
| ---------- | ------ | ------ | ------ | ------ | ------ | ------ | ------ |
| population | 64 553 | 66 293 | 65 842 | 65 500 | 63 022 | 61 354 | 60 556 |